# Walther Jesinghaus
Albert Wilhelm Walther Jesinghaus (* 10. Oktober 1887 in Düsseldorf; † 3. März 1968 in Hamburg) war ein deutscher Turner.
Walther Jesinghaus nahm an den Olympischen Spielen 1912 in Stockholm teil. Mit der deutschen Mannschaft belegte er im Freien System den vierten und im Mannschaftsmehrkampf den fünften Platz. Jesinghaus studierte Philologie. Er starb zusammen mit seiner Frau zwischen dem 2. und 3. März 1968 in der gemeinsamen Wohnung, möglicherweise durch Selbstmord.